# Чаєрозважувальна фабрика Висоцького
Чаєрозважувальна фабрика Висоцького — пам'ятка архітектури місцевого значення на розі вулиці Троїцької та Канатної в Одесі.

## Історія
Збудована у 1892 році для фабрики Смірнова. Будинок набув характерний вигляд у стилі віденської сецесії після реконструкції в кінці 1910-х років за проектом інженера Володимира Кундарта, з використанням з майоліки, накладкок у виглядів металевих квітів. Збереглися оригінальні віконні рами з вигадливими плетіннями. Під час реконструкції були встановлені масивні металеві перекриття.
Власник емігрував в Європу, а потім в Сполучені Штати. Сьогодні компанія Wissotzky Tea працює в Ізраїлі.

## В масовій культурі
Торгова марка Висоцького увійшла у прислів'я популярне в часи Громадянської війни в Росії 1917-1921: «Капелюхи – Скроцького, чай – Висоцького, Росія – Троцького», або «Цукор – Бродського, чай – Висоцького, а Росія – Троцького».

## Галерея

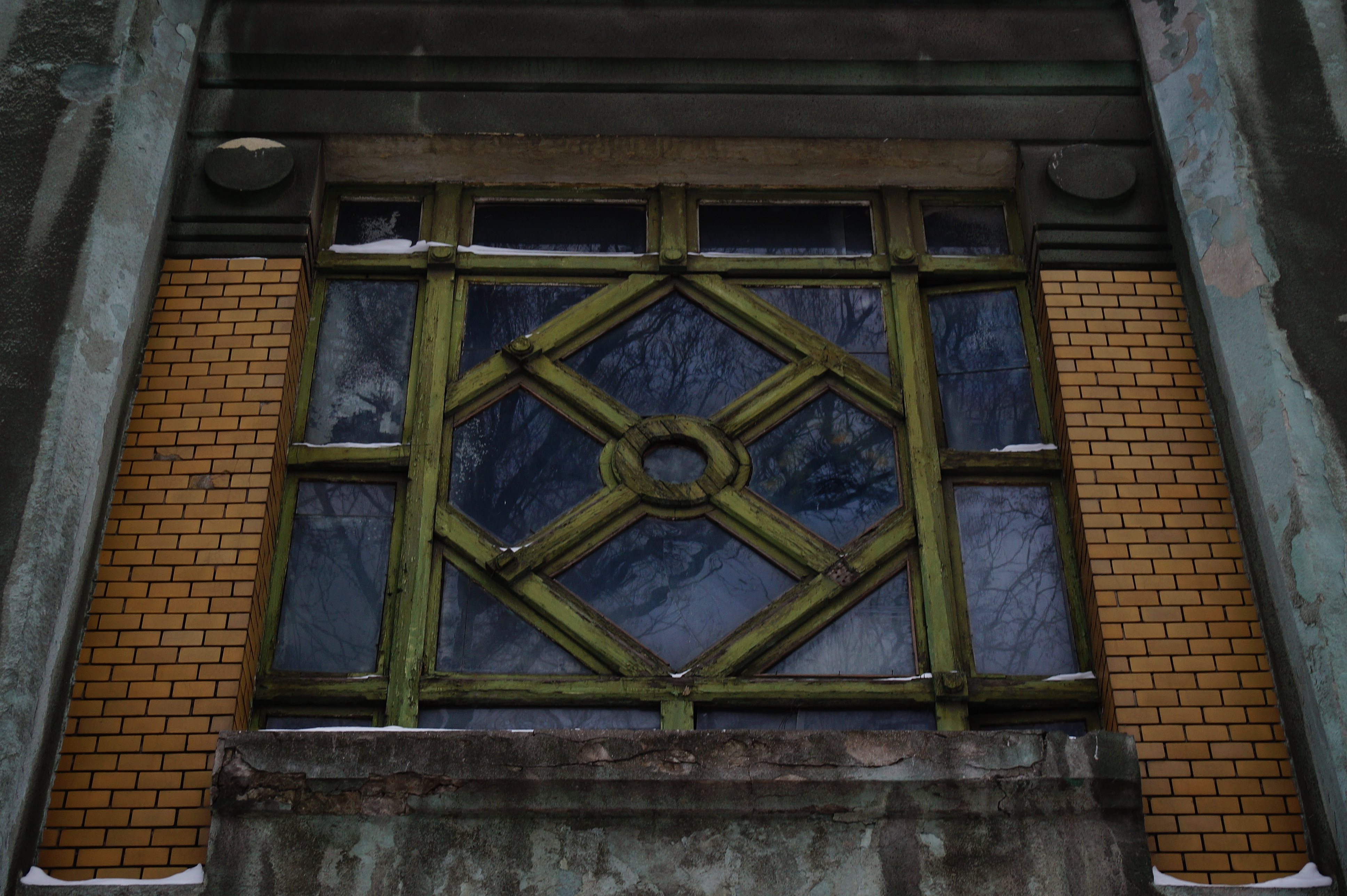
Вікно
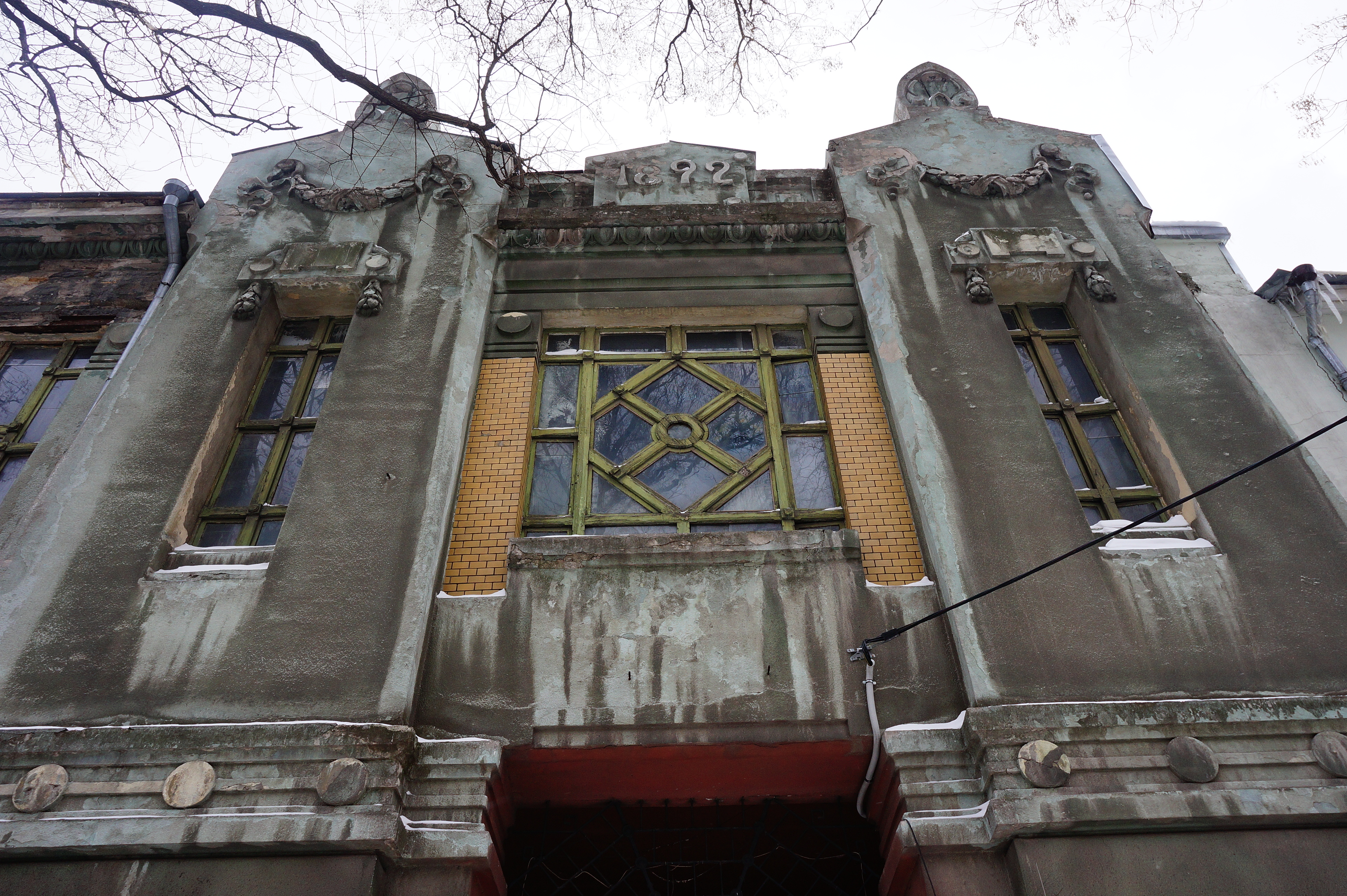
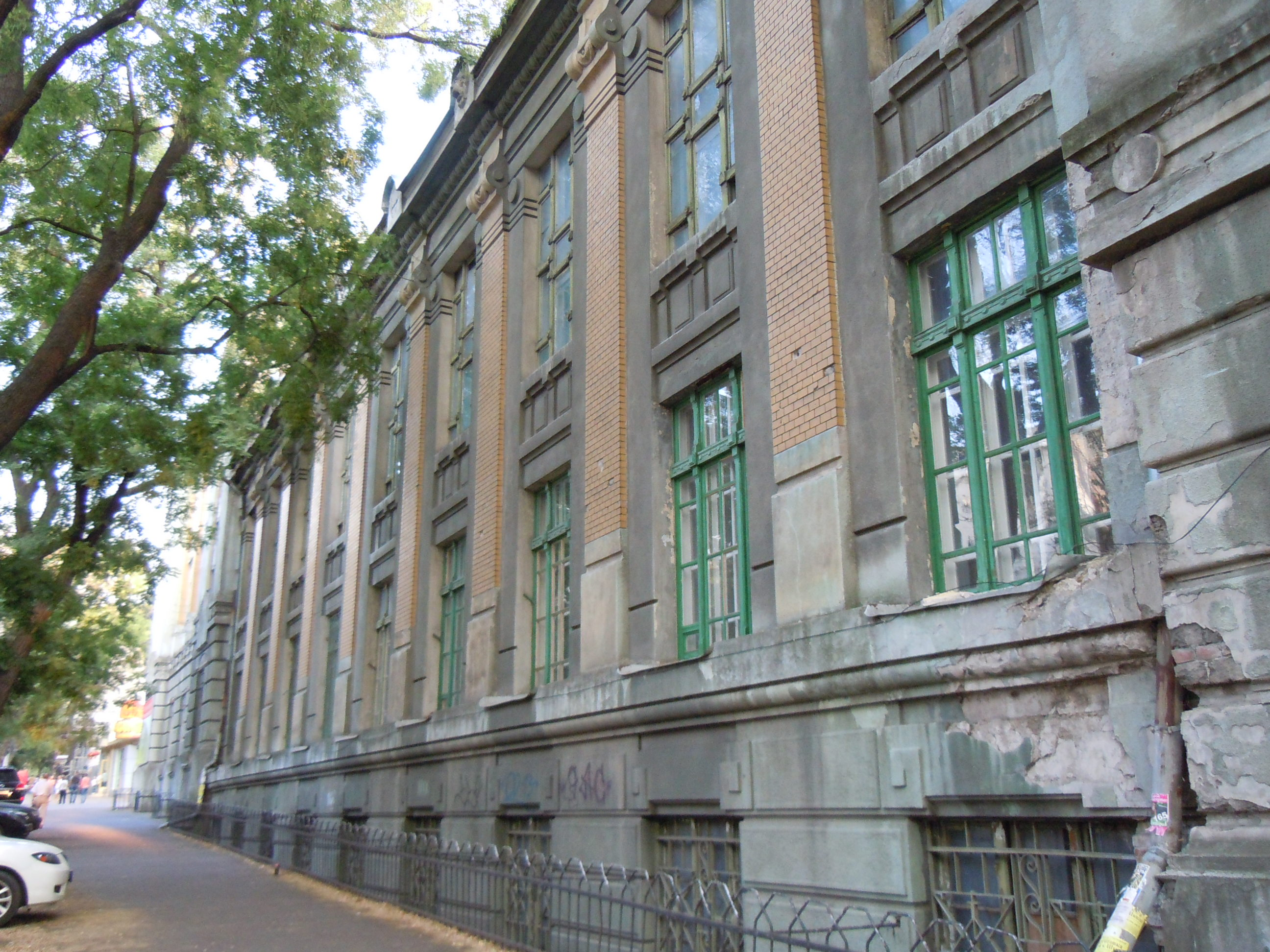